# Franz Florian Winter
Franz Florian Winter (* 23. März 1923 in Maxhütte; † 11. Dezember 2010 in Tegernsee) war ein bayerischer Metzgermeister, Wurstwarenfabrikant und vom 24. April 1965 bis 1966 Vorsitzender des Landesverbands Bayern der NPD.

## Leben
Franz Florian Winters Vater betrieb eine Metzgerei, die Metzger- und Bauernfamilie war katholisch. Er besuchte die Oberrealschule und ging als Freiwilliger zur Luftwaffe. Während des Zweiten Weltkriegs, in dem er mehrfach ausgezeichnet wurde, hatte er zuletzt den Rang eines Offiziers in einem Jagdgeschwader. Im April 1945 wurde er als Flugzeugführer mit seiner Maschine über Berlin abgeschossen. Nach Kriegsende war er als Metzger im Familienbetrieb tätig und legte die Meisterprüfung ab, unterrichtete als Fachlehrer an Berufsschulen, arbeitete als Redakteur einer Fachzeitung und gründete in Tegernsee ein Wurstfabrikationsunternehmen.
Ab 1954 war er politisch tätig und trat zunächst der CSU bei, wechselte aber zur Deutschen Partei, die er ebenfalls verließ, als sie sich mit dem BHE zur Gesamtdeutschen Partei vereinigte.
Nach der Gründung der NPD im Jahr 1964 warben Friedrich Thielen und Adolf von Thadden ihn 1965 für die Partei. Im selben Jahr wurde er Landesvorsitzender in Bayern. Er machte die NPD in Bayern mit 7000 Mitgliedern zum größten Landesverband in Westdeutschland. Bei der Kommunalwahl im März 1966 errang sie Mandate in Kommunalparlamenten sowie zwei Bürgermeisterposten.
Er galt als Vertreter eines „gemäßigten“ Kurses, der die Partei als demokratische Rechte etablieren wollte, die sich vom historischen Nationalsozialismus distanzierte. Zum Konflikt kam es, als er beim Parteitag in Karlsruhe im Juni 1966 das Bekenntnis zu „abendländischer Kultur“ in die Satzung aufnehmen lassen wollte. Er verließ die Partei im Streit. Sein Nachfolger wurde Benno Hermannsdörfer. 1968 veröffentlichte er das Buch Ich glaubte an die NPD, in dem er Kritik an der Partei übte, u. a. schrieb er: „Die NPD wehrt sich dagegen, mit der NSDAP verglichen zu werden … Doch handelt es sich dabei nur um taktische Manöver!“ 1987 erschien in München sein Werk Die verlorenen Adler. Eine Dokumentation der deutschen Jagdflieger.
Winter hatte mit seiner Frau Edeltraut vier Söhne, Franz Winter, Rudolph, Thomas und Stefan F. Winter.